# Сосновая Маза
Сосновая Маза — село в Хвалынском районе Саратовской области, административный центр сельского поселения Сосново-Мазинское муниципальное образование.
Население — 838 (2010) человек.

## История
Основано в 1669 году беглыми старообрядцами. В начале XVIII века Петром I сюда были высланы из Нижегородской губернии опальные стрельцы-раскольники. В 1765 году построена первая моленная. В правление Екатерины II поселение стало государственным, земли были переданы Чудову монастырю, которому жители обязаны были платить подать. В середине XIX века в селе появилось большое количество последователей Белокриницкого согласия, однако большинство жителей по-прежнему составляли беглопоповцы. Также в Сосновой Мазе имелась православная община и церковь в честь Покрова Божией Матери, по которой село также называли Покровским.
В Списке населённых мест Российской империи по сведениям за 1859 год упоминается как казённое село Сосновая Маза (оно же Старая Маза, Покровское) Хвалынского уезда Саратовской губернии, расположенное при реке Мазе по тракту из города Хвалынска в квартиру второго стана на расстоянии 15 вёрст от уездного города. В населённом пункте имелось 317 дворов, проживали 1015 мужчин и 1221 женщина, имелись православная церковь и раскольническая молельня. В 1877 году построена новая православная церковь. Согласно переписи 1897 года в Сосновой Мазе проживали 3112 жителей, из них старообрядцев — 2161, православных — 949.
Весной 1901 года крестьянин села Сосновая Маза Саратовской губернии Тимофей Токарев во время пашни своего поля вывернул из земли «оружие старого образца». В составе клада (Сосново-Мазинский клад), общий вес которого составил 21 кг (!) были: 58 широких однолезвийных орудий (серпы или косари для расчистки пахотных участков), 4 топора-кельта и 5 необычных бронзовых кинжалов — с листовидными клинками и ажурными рукоятями.
Согласно Списку населённых мест Саратовской губернии 1914 года Сосновая Маза являлась волостным селом Сосново-Мазинской волости. По сведениям за 1911 год в Сосновой Мазе насчитывалось 648 дворов, проживали 1783 мужчины и 1811 женщин. В селе проживали преимущественно бывшие государственные крестьяне, великороссы, составлявшие одно сельское общество. В селе имелись 1 православная церковь, 3 единоверческие церкви, 1 земская и 1 церковно-приходская школа, приёмный покой. В 1912 году старообрядцами австрийского толка в селе была построена церковь, освящённая в честь Вознесения Господня.
В 1922 году Вознесенская церковь сгорела. Некоторое время службы проводились в приспособленном доме, затем в село была перенесена церковь из Черемшанского женского монастыря, впоследствии закрытая и разобранная на строительные материалы. Православная церковь также была упразднена, в 1937 году её здание было передано под клуб. В годы активной коллективизации в Сосновой Мазе были организованы колхозы «Борьба за мир», «Год великого перелома» и имени Молотова. На фронтах Великой Отечественной войны погибли более 200 жителей села. Здание Покровской церкви было окончательно разрушено в 1970-е годы.

## Физико-географическая характеристика
Село находится в пределах Приволжской возвышенности, являющейся частью Восточно-Европейской равнины, при речке Мазка. Рельеф местности — сильно-пересечённый. Абсолютные высоты в границах села — от 120 до 180 метров над уровнем моря. Севернее и юго-восточнее села сохранились широколиственные леса. Почвы — чернозёмы остаточно-карбонатные.
Село расположено примерно в 14 км по прямой в западном направлении от районного центра города Хвалынска. По автомобильным дорогам расстояние до районного центра составляет 17 км, до областного центра города Саратов — 240 км.
Часовой пояс
Сосновая Маза, как и вся Саратовская область, находится в часовой зоне МСК+1. Смещение применяемого времени относительно UTC составляет +4:00.

## Население
Динамика численности населения по годам:
| Годы      | 1859 | 1897 | 1911 | 2002 |
| --------- | ---- | ---- | ---- | ---- |
| Население | 2236 | 3112 | 3594 | 1039 |

| 2002 | 2010 |
| ---- | ---- |
| 1039 | ↘838 |

Национальный состав
Согласно результатам переписи 2002 года русские составляли 95 % населения села.

### Известные жители
- Златорунский, Алексей Васильевич (1861—1936) — деятель обновленчества, архиепископ Саратовский.